# Give
Give es un poblado ferroviario danés perteneciente al municipio de Vejle, en la región de Dinamarca Meridional.
Tiene 4536 habitantes en 2016, lo que lo convierte en la tercera localidad más importante del municipio tras Vejle y Børkop.
Se sitúa cerca del límite con Jutlandia Central, en el cruce de la carreteras 18 de Vejle a Holstebro con la carretera 30 de Horsens a Esbjerg.